# Der Balkon (Manet)
Der Balkon (französisch: Le Balcon) ist ein Bild des Malers Édouard Manet. Es entstand 1868–69 und zeigt zwei Frauen und einen Mann auf einem Balkon. Modell standen drei Freunde des Malers: Berthe Morisot, die 1877 den Bruder Manets heiratete, die Geigerin Fanny Claus und der Maler Antoine Guillemet. Man geht davon aus, dass Manets Balkon Francisco de Goyas Motiv Majas auf einem Balkon von 1810 bis 1815 neu inszeniert.

## Beschreibung

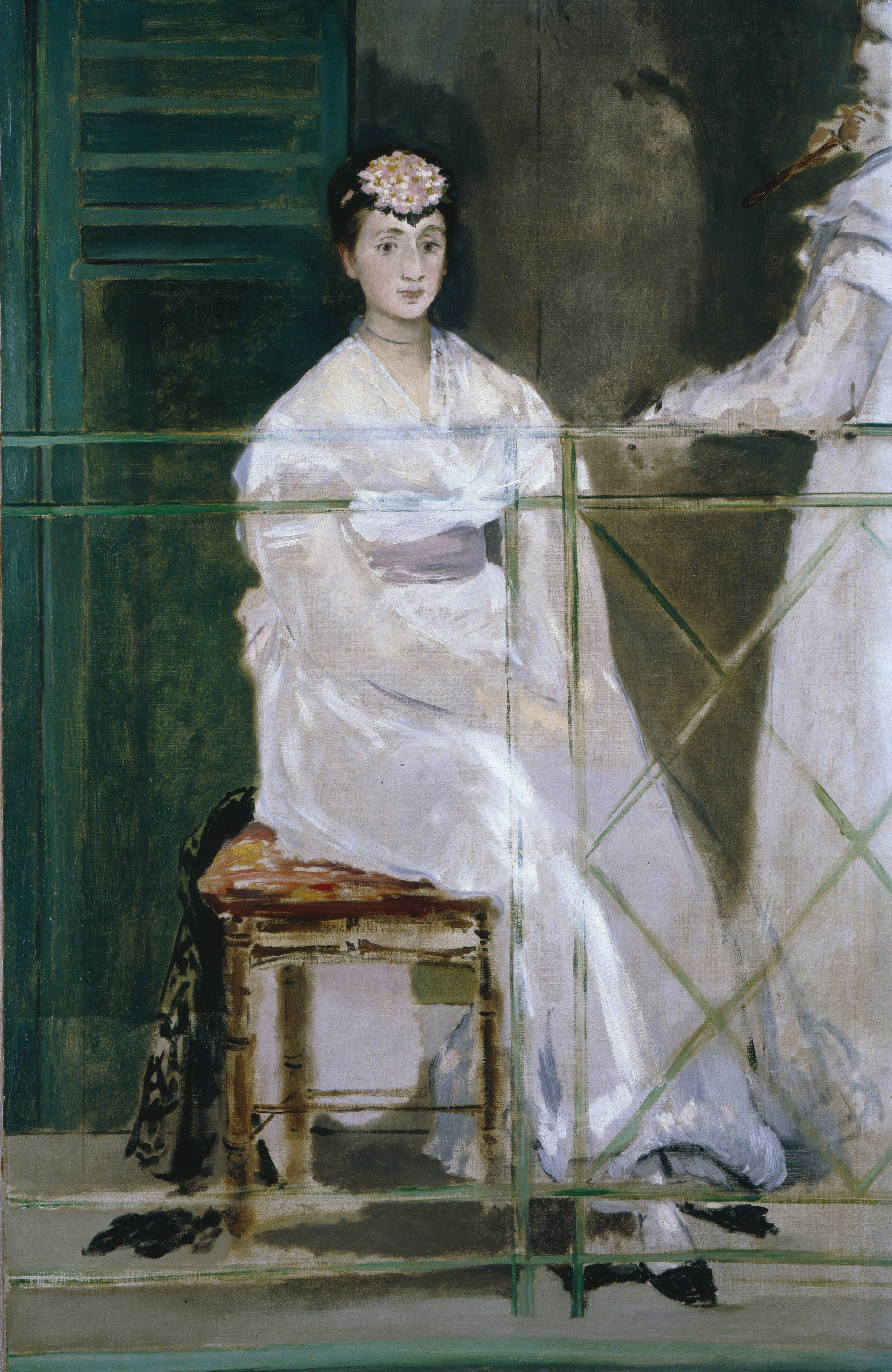
Édouard Manet:
Porträt der Mademoiselle Claus, 1868, Ashmolean Museum, Oxford

Auf der Leinwand sind vier Personen zu sehen. Links im Vordergrund sitzt Berthe Morisot. Sie trägt ein weißes Kleid, dessen Transparenz den linken Unterarm durchscheinen lässt und dessen opulente Fülle die Körperformen ansonsten vollständig verhüllt. Die Hände der Morisot umfassen einen geschlossenen Fächer, als sei die Sonne hinter Wolken verschwunden, sodass wider Erwarten kein Bedarf besteht, sich Kühle zuzufächeln. Zwischen den Beinen des Stuhls auf dem sie sitzt, ist ein schwarz-weiß gescheckter Hund zu sehen, der zwischen den Gitterstangen des Balkongeländers hindurch auf die Straße lugt. Anscheinend ist er es, der als einziger wirklich nach etwas Ausschau hält. Ein Stück zurückgesetzt in der rechten Bildhälfte sehen wir stehend Fanny Claus, von der berichtet wird, dass sie beim Modellstehen mit Berthe Morisot um das Vorrecht stritt, wer sich ganz vorne auf dem Gemälde positionieren durfte. In der Ölskizze Porträt der Mademoiselle Claus nimmt Fanny Claus noch die sitzende Position ein. Auch Fanny Claus trägt Weiß, jedoch weniger üppig als die Siegerin um den Platz im Vordergrund des Bildes. Mittig hinter den Frauen, deren voneinander abgewandte Haltung zu verraten scheint, dass sie sich den Streit noch nicht verziehen haben, erkennen wir Antoine Guillemet, korrekt mit dunklem Gehrock, weißem Hemd und blauer Krawatte. Mit einer brennenden Zigarette in der linken Hand steht er da wie ein Vertreter der zufriedenen Bourgeoisie, weniger damit beschäftigt, etwas anzusehen, als von etwaigen Passanten auf der Straße als würdiger Patron erkannt zu werden. Die vierte Person verschwindet fast im Dunkel des Zimmers, dessen Konturen kaum zu erahnen sind. Es scheint ein Diener zu sein, der einen silbernen Teekessel trägt. Neben dem Weiß, das die Damen umhüllt und dem Schwarz des Gehrocks und der unbestimmten Dunkelheit des Zimmers, sieht man auf dem Bild viel Grün. Gemeint ist aber nicht das Grün der Hortensie, der links von Berthe Morisot ein bisschen Platz zukommt, sondern die Lackierung von Fensterläden und Balkongeländer.

## Reaktion der Kritik
Immerhin wurde das Bild, im Gegensatz zu vielen anderen Bildern Manets, vom Pariser Salon angenommen. Das schützte den Maler aber auch diesmal nicht vor der Ablehnung durch die Mehrzahl seiner Kritiker. Louis Renault spottete am 27. Mai 1869, es sei Manets Spezialität, den Bürger durch gewollte Hässlichkeit zu schrecken. Arthur de Boissieu empfahl dem Maler, doch lieber unbekannt zu bleiben und der Schriftsteller Théophile Gautier, der seine lesenden Zeitgenossen seinerseits durch Flutwellen barocker Details überschwemmte, meinte herablassend, Manet könnte ein guter Maler werden, falls er sich denn mehr Mühe dazu gäbe.

## Manets und Goyas Interpretation des Themas

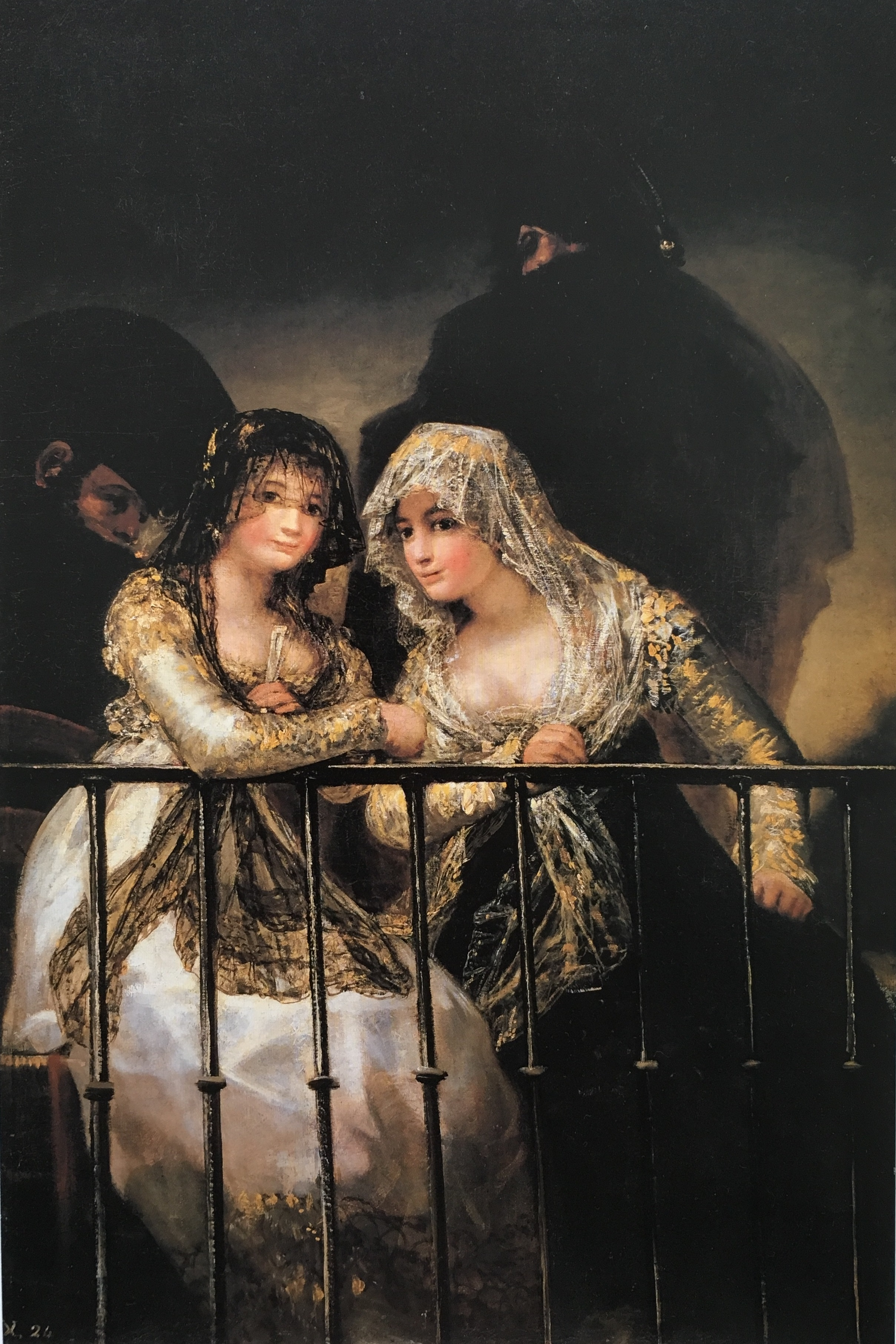
Francisco de Goya:
Majas auf einem Balkon (1810–15)

59 Jahre vor Manet malte Goya vier Personen auf einem Balkon. Während die Personen Manets jedoch in verschiedene Richtungen schauen, als hätten sie miteinander nicht mehr zu tun, als für denselben Maler zu posieren, hat Goyas Gruppe eine ganz andere Dynamik. Seine vier werden nicht erst durch den Tee zusammengerufen, den ein Diener bringt. Vielmehr sind sie zum Mittelpunkt des Bildes hin zentriert, als läge bei ihnen ein verschwörerisches Einvernehmen vor, das sich gegen eine gemeinsame Gefahr von außen zusammentut. Dementsprechend wirken die Farben Manets distanzierend kühl, während Goyas Dunkelrot die Leidenschaft zu verraten scheint, die das Bündnis der vier Personen zusammenschweißt.

## Belege
1. ↑   Hajo Düchting: Manet, Pariser Leben, Prestel Verlag, München 1995, Seite 58.
2. 1 2  Pierre Courthion: Manet, DuMont Buchverlag, Köln 1990, Seite 82.